# 2035
2035 рік — невисокосний рік за григоріанським календарем, що розпочинається в понеділок.

## Прогнозовані події
- 8 січня — Близько-земний об'єкт 2002 AY1 близько пройде біля Землі.
- «Повне фунціювання штучного ока» буде доступне в 2035 році.[1]

## Вигадані події
- Дванадцять мавп (1995)
- Фільм Я, робот має місце в Чикаго 2035
- Судний день (2008)
- Моє життя і час (1991)
- У мультиплікаційному телесеріалі Aqua Teen Hunger Force є особливості характеру відомі як кібернетичної Дух минулого Різдва з майбутнього, який часто становить ганебно безглуздих історій, що відбуваються в майбутньому, 2035 одна з його посилання років.
- Gakuen Utopia Manabi Straight! серії відбуваються в цьому році.
- У Ghost in the Shell саги відбудуться цього року.
- Події гри TimeSplitters (2000) (місія Spaceways) відбуваються у 2035 році.
- Події гри Castlevania: Aria Sorrow (2003) відбуваються у 2035 році.
- У 2005 році на тридцятий ювілей, National Geographic Kids зробив статтю про те, яке буде повсякденне життя у 2035 році.
- У 2035 році починаються події у грі Arma 3